# Raimund Widra
Raimund Widra (* 13. Dezember 1985 in Potsdam) ist ein deutscher Schauspieler.

## Leben
Raimund Widra studierte nach dem Abitur Germanistik und Philosophie an der Universität Potsdam. Von 2008 bis 2012 absolvierte er die Hochschule für Musik und Theater „Felix Mendelssohn Bartholdy“ Leipzig, nachdem er bereits seit seinem 6. Lebensjahr Tanzunterricht erhalten hatte. Nach erfolgreich abgeschlossenem Studium trat er 2012 sein erstes Engagement am Theater Magdeburg an, dem er bis 2016 angehörte. Nach Gastspielen in Stuttgart und Augsburg ist Widra seit der Spielzeit 2017/18 Ensemblemitglied am Saarländischen Staatstheater in Saarbrücken.
Bekannte Rollen Widras waren unter anderem in Magdeburg Major von Tellheim in Minna von Barnhelm von Gotthold Ephraim Lessing, die Titelfiguren in Tschick nach dem gleichnamigen Roman von Wolfgang Herrndorf und Werther! nach Die Leiden des jungen Werthers von Johann Wolfgang von Goethe, in Saarbrücken ist er als St. Just in Dantons Tod von Georg Büchner, als Erzähler und Karnevalsdirektor in Karneval der Tiere von Camille Saint-Saëns und erneut als Werther zu sehen. Im Rahmen der Verleihung des Günther-Rühle-Preises 2015 erhielt Widra den Publikumspreis für sein Magdeburger Werther-Solo.
Vor der Kamera stand Widra bereits als Jugendlicher. Zwischen 1998 und 2001 spielte er als Atze Feilke eines der Dorfkinder im fiktiven Seelitz in zahlreichen Folgen der Serie Schloss Einstein. Seit Beendigung seiner schauspielerischen Ausbildung ist er sporadisch auf dem Bildschirm zu sehen, so als Gastdarsteller in SOKO Leipzig, dem Tatort oder In aller Freundschaft.

## Filmografie (Auswahl)
- 1996: Friedrich und der verzauberte Einbrecher
- 1998–2001: Schloss Einstein
- 2004: Sabine!! – Unter Druck
- 2012: SOKO Leipzig – Kind in Angst
- 2013: Tatort – Schwarzer Afghane
- 2013: In aller Freundschaft – Täuschungsmanöver
- 2013: Tierärztin Dr. Mertens – Eine Frage des Vertrauens
- 2013: Akte Ex – Waschen-Schleudern-Morden